# Clément Herizo Rakotoasimbola
Clément Herizo Rakotoasimbola MS (* 27. November 1974 in Ambohipihaonana, Distrikt Ambohidratrimo, Analamanga) ist ein madagassischer Ordensgeistlicher und ernannter römisch-katholischer Bischof von Maintirano.

## Leben
Clément Herizo Rakotoasimbola studierte Philosophie am Seminar St. Paul in Tsaramasoandro und Theologie am Priesterseminar in Faliarivo. Er trat der Ordensgemeinschaft der Salettiner bei und legte 2010 die erste Profess ab. Nach weiteren Studien erwarb er an der Unversité Catholique de Madagascar in Ambatoroka den Master in biblischer Theologie. Zwei Jahre lang sammelte er in Ankavandra und Mandoto seelsorgliche Erfahrung, bevor er das Juniorat am geistlichen Zentrum in Antsahasoa absolvierte. Er legte 2015 die ewige Profess ab und empfing am 30. Juli 2016 das Sakrament der Priesterweihe.
Nach der Priesterweihe war er in der Pfarrseelsorge und als Schulleiter tätig. Von 2021 bis 2023 war er Generalvikar des Bistums Maintirano und seither ständiger Vertreter des Apostolischen Administrators.
Papst Franziskus ernannte ihn am 2. Mai 2024 zum Bischof von Maintirano.